# Steenbeekdries
De Steenbeekdries is een straat en heuvel in Etikhove, een deelgemeente van de Belgische gemeente Maarkedal de Vlaamse Ardennen. Het is een kasseiweg, zo'n kilometer ten zuidwesten van het dorpscentrum van Etikhove.
Halverwege op de Steenbeekdries komt de Mariaborrestraat uit. In het zuiden sluit de straat aan op de Stationsberg. In 1995 werd de Steenbeekdries samen met enkele andere kasseiwegen beschermd als monument.

## Wielrennen
In het wielrennen werd de Steenbeekdries meermaals opgenomen in het parcours van verschillende Vlaamse voorjaarsklassiekers.

### Ronde van Vlaanderen
In de wielerklassieker Ronde van Vlaanderen werd de weg verschillende keren opgenomen als beklimming. De Steenbeekdries werd al 24 keer beklommen (2002-2025). De Steenbeekdries werd in de periode 2002-2006 altijd gesitueerd na de Koppenberg en voor de Taaienberg. In 2007 lag ze tussen de Kortekeer en de Taaienberg. In 2008-2011 ligt de Steenbeekdries wederom tussen de Koppenberg en de Taaienberg. In 2012 en 2013 is de Steenbeekdries gesitueerd tussen de Koppenberg en de Kruisberg/Hotond. In de periode 2014-2025 is de Steenbeekdries gesitueerd tussen Koppenberg en Taaienberg.

### Andere wielerkoersen
Ook maakt de Steenbeekdries vaker onderdeel uit van het parcours van Dwars door Vlaanderen en Dwars door de Vlaamse Ardennen.

### Kasseistrook Mariaborrestraat
Op de top komt van links de Stationsberg naar boven. De Steenbeekdries maakt onderdeel uit van de kasseistrook die in het wielrennen onder de naam Mariaborrestraat wordt genoemd.

### Recreatieve routes
De helling is ook opgenomen in de blauwe lus van de recreatieve fietsroute Ronde van Vlaanderenroute.